# Vallgrassa
Vallgrassa és una masia del municipi de Begues (Baix Llobregat) inclosa en l'Inventari del Patrimoni Arquitectònic de Catalunya.

## Descripció
Masia de planta baixa i primer pis. La planta baixa té una obertura d'arc i al primer pis una finestra quadrada a sobre mateix de la porta d'entrada. És una construcció molt senzilla en la que destaca una torre quadrada en un dels costats. Té també un ampli corral, al costat de la torre, que està format per tres arcades de pedra. Aquest corral està cobert per una teulada d'una vessant sostinguda per grans bigues de fusta.
Vallgrassa és un equipament pedagògic per a desenvolupar activitats artístiques i culturals.